# David Caño i Cargol
David Caño i Cargol (Olot, 1 de enero de 1980) es un poeta catalán. Reside en Barcelona desde 1998.

## Trayectoria
Ha publicado ocho libros de poesía y realizado cientos de recitales, ya sea en solitario o a partir de espectáculos musicales como el que realizó con Meritxell Gené, «Branques del capvespre, udols a l'horabaixa» o con Borja Penalba y David Fernández formando el grupo musical Ovidi3, que posteriormente se transformó en Ovidi4 integrando a la cantante valenciana Mireia Vives. Junto con Borja Penalba y Mireia Vives también han ideado el espectáculo «Nictàlgia en el cel elèctric» que les ha llevado a actuar en diferentes ciudades europeas como Zadar, Zagreb, Brno, Berlín, Bruselas, París, Lyon o Manheim. También ha colaborado o colabora en diversas publicaciones en catalán como periodista, entre las que destacan La Directa, L'Accent, El Punt Avui, Núvol, Crític o Illacrua.

## Obras poéticas
- Barcelona (editorial Galerada, 2007)
- He vist el futur en 4D (editorial Moll, 2009)
- PostMortem. I del no-res, TOT (Tigre de Paper, 2012)[1]
- Teresa la mòmia, amb Lluís Calvo (Pont del Petroli, 2013)
- Res és ara ni això (Terrícola, 2013)
- De Penitents a Desemparats (com dos carrers de Barna), con Ricard Mirabete i fotos de Carles Mercader (Tanit Poesia/La Garúa, 2014)
- Nictàlgia (Terrícola, 2017)
- Un cos preciós per destruir (Edicions Proa, 2019, Premi Jocs Florals de Barcelona)

## Premios
- Premio Amadeu Oller de 2007, por Barcelona[3]
- Premio Villa de Lloseta de 2009, por He vist el futur en 4D[3]
- Premio Juegos Florales de Barcelona de 2019, por Un cos preciós per destruir[4]